# Waikato District
Der Waikato District ist eine zur Region Waikato zählende Verwaltungseinheit in Neuseeland. Der Rat des Distrikts, Waikato District Council (Distriktrat) genannt, hat seinen Sitz in der Stadt Ngāruawāhia, ebenso wie die Verwaltung des Distrikts.

## Geographie

### Geographische Lage
Der Waikato District ist der nordwestlichste Distrikt in der Region Waikato und stellt mit 4405 km² reine Landfläche den zweitgrößten Distrikt hinter dem Taupō District in der Region dar. Mit 63.381 im Jahr 2013 gezählten Einwohnern kommt der Distrikt auf eine Bevölkerungsdichte von 14,4 Einwohner pro km².
Der Distrikt wird im Westen von der Tasmansee begrenzt. Im Norden stößt er an das Gebiet des Auckland Councils und ein östlicher Küstenstreifen liegt im Kontakt mit dem Firth of Thames. Die östliche weiter südlich verlaufende Distriktgrenze führt am Hauraki District und am Matamata-Piako District vorbei. Südlich grenzt der Distrikt an den Otorohanga District und den Waipa District. Die Stadt Hamilton, als eigenständige Territorial Authority, liegt innerhalb des Waikato Districts.
Die größten Städte des Distrikts sind Huntly mit über 7000 und Ngāruawāhia mit über 4000 Einwohnern, wenn man von Hamilton einmal absieht. Weitere Ortschaften mit mehr als 1000 Einwohnern sind Raglan mit 3100 und Te Kauwhata mit knapp 1100 Bewohnern.

### Klima
Der Distrikt ist durch bergige Landschaften vom Süden und vom Osten her geschützt. Die Sommer sind warm und trocken, die Winter können frostig sein.
Die durchschnittlichen Temperaturen liegen zwischen 12 °C und 23 °C im Sommer, wobei die Tagestemperaturen zwischen 21 °C und 26 °C liegen können. Die Wintertemperaturen liegen im Durchschnitt bei 5 °C bis 14 °C und über den Tag hin zwischen 10 °C und 14 °C. Die Sonnenscheindauer wird für die meisten Orte mit 2000 bis 2100 Stunden im Jahresmittel angegeben und die Niederschläge über das Jahr hin mit 600 bis 1600 mm je nach Ortslage.

## Geschichte
Die Besiedlung der Region durch die Māori verlief ähnlich wie in allen nördlichen Regionen der Nordinsel. 
Doch in den 1850er Jahren entstand unter den Māori die Kīngitanga-Bewegung, die ein eigenes Königreich in Neuseeland, ähnlich dem des Britischen gründen wollten. Im April 1857 wurde schließlich Pōtatau Te Wherowhero zum König der Māori gewählt, mit dem Sitz in Ngāruawāhia im Waikato District.

## Bevölkerung

### Bevölkerungsentwicklung
Von den 63.381 Einwohnern des Distrikts waren 2013 14.403 Einwohner Māori-stämmig (22,7 %). Damit lebten 2,4 % der Māori-Bevölkerung des Landes in dem Waikato District. Das durchschnittliche Einkommen in der Bevölkerung lag 2013 bei 30,500 NZ$ gegenüber 28.500 NZ$ im Landesdurchschnitt.

### Herkunft und Sprachen
Die Frage nach der Zugehörigkeit einer ethnischen Gruppe beantworteten in der Volkszählung 2013 79,1 % mit Europäer zu sein, 24,2 % gaben an Māori-Wurzeln zu haben, 3,5 % kamen von den Inseln des pazifischen Raums und 3,8 % stammten aus Asien (Mehrfachnennungen waren möglich). 14,4 % der Bevölkerung gab an in Übersee geboren zu sein und 7,2 % der Bevölkerung sprachen Māori, unter den Māori 27,6 %.

## Politik

### Verwaltung
Der Waikato District ist selbst noch einmal in dreizehn Wards eingeteilt. Jeder Ward wird von einem gewählten Councillors (Ratsmitgliedern) vertreten, die zusammen mit dem Mayor (Bürgermeister) den District Council (Distriktsrat) bilden. Der Bürgermeister und die dreizehn Ratsmitglieder werden alle drei Jahre neu gewählt.

## Wirtschaft
Der Distrikt zählte im Jahr 2015 8517 Unternehmen mit insgesamt 19.834 Beschäftigten. Das Bruttoinlandsprodukt (engl. GDP) des Distriktes lag im gleichen Zeitraum bei 2,365 Milliarden NZ$. Auf der Basis dessen, hatte der Bereich Land-, Forstwirtschaft und Fischerei einen Anteil von 23,5 % am GDP, gefolgt vom Bergbau mit 13,7 %, dem Bereich Strom, Gas, Wasser, Abfallentsorgung mit 8,4 % und dem produzierenden Gewerbe mit 7,4 %.

## Infrastruktur

### Verkehr
Verkehrstechnisch angebunden ist der Distrikt durch den New Zealand State Highway 1, der von Norden kommend nach Süden quer durch den Distrikt verläuft und durch Hamilton führt. Der State Highway 1B zweigt bei Taupiri ab und führt südöstlich weiter nach Cambridge. Weitere Highways, die durch den Distrikt verlaufen, sind die State Highways 2, 23, 26, 27 und 39.